# 南元町 (新宿區)
南元町（日语：／ Minami-motomachi */?）是東京都新宿區東南部的一町。町域人口為2,302人。郵遞區號為160-001，未實施住居表示。

## 地理
位於新宿區東南部。北與東北接新宿區若葉，東與南接港區元赤坂，西鄰信濃町與霞丘町。町域地勢起伏很大。中央有JR中央線路廊及平行的首都高速4號線通過。
町域内以住宅地為主，也可見到多棟公寓。南元町西部靠信濃町的地區有許多公明黨與創價學會的設施，公明黨本部（公明會館）在南元町的千日坂下。千日坂上、信濃町站附近有作為葬儀場而聞名的千日谷會堂（一行院）。

### 千日坂
千日坂（せんにちざか）是南元町西端，從信濃町站南口往千日谷一行院的下陡坡。也稱久能坂、久野坂。

### 新助坂
新助坂（しんすけざか）在通過南元町的鐵道高架（JR中央線）北側、南元町5番與6番之間往信濃町町界的上陡坡。
坂的西側在過去是索尼音樂錄音工作室所在地，2001年（平成13年）關閉。

## 歷史

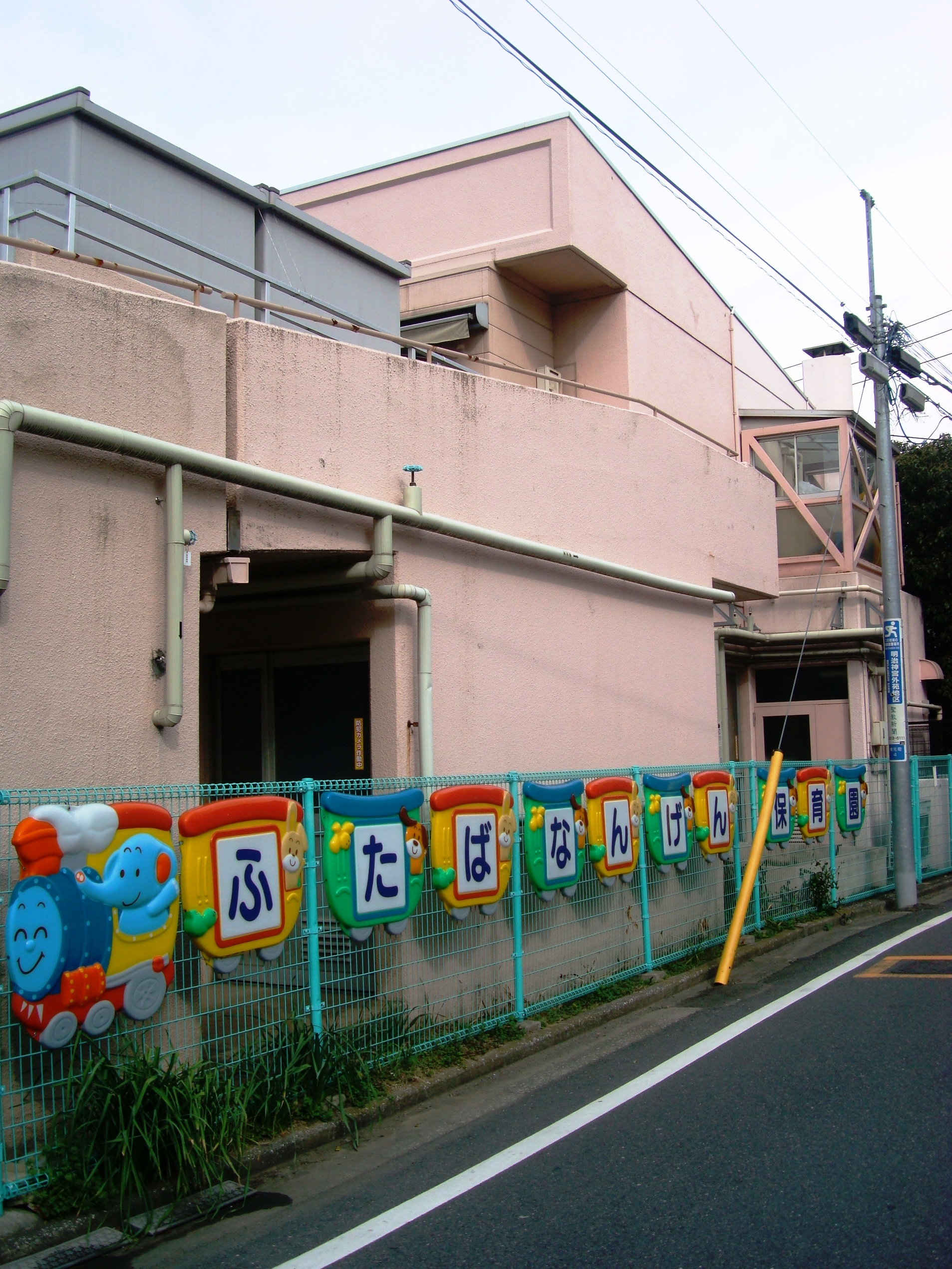
二葉南元幼稚園

「南元町」是1943年（昭和18年）7月，由四谷區南町、元町合併成立。南町與元町在1911年（明治44年）以前稱為「元鮫河橋町」、「元鮫河橋南町」。

### 地名由來
地名是從「南町」與「元町」中各取一字所組成。

### 沿革
- 1943年（昭和18年）7月 - 　東京都四谷區南元町成立
- 1947年（昭和22年）3月 -　改為新宿區南元町
- 1964年（昭和39年）8月 -　通過本町的首都高速道路4號新宿線通車

## 備註
1. ↑  『角川日本地名大辞典 13　東京都』、角川書店、1991年再版、P879
2. ↑  .   [2013-08-09]. （原始内容存档于2014-08-19）.
3. 1 2  「千日坂」　石川悌二　『江戸東京坂道辞典コンパクト版』（新人物往来社）　平成15年9月20日発行
4. 1 2  「新助坂」　石川悌二　『江戸東京坂道辞典コンパクト版』（新人物往来社）　平成15年9月20日発行

## 外部連結
- 南元町公園 （页面存档备份，存于）